# Zwart-Wit Oirsbeek
Handbalvereniging Zwart-Wit Oirsbeek was een handbalvereniging uit het kerkdorpje Oirsbeek. De vereniging werd in 1957 opgericht.
In april 1991 fuseerde HV Zwart-Wit Oirsbeek met HV Alfa Schinnen tot HV Zwart-Wit Schinnen.